# آدنیوم سوکوترانوم
آدنیوم سوکوترانوم (سُکُترانوم) به انگلیسی: Adenium Socotranum یک گونه محافظت شده از آدنیوم است که بومی جزیره سوکوترا(سُقُطْرَیٰ)به انگلیسی Socotra میاشد که در اقیانوس هند در جنوب شبه جزیره عربستان قرار دارد، این گیاه در سرزمین مادری با حدود ۳ متر قطر در تنه یافت می‌شود.
بذر این گیاه در گذشته به علت وجود برخی محدودیت‌ها به سختی یافت می‌شد که در حال حاضر بذر این گیاه با کیفیت‌های مختلف به راحتی در دسترس است.
این گیاه در جزیره سقطرا واقع در نزدیکی عمان بشدت مورد حفاظت سازمان منابع طبیعی است که هر نوع خروج این گیاه از این جزیره منع قانونی دارد

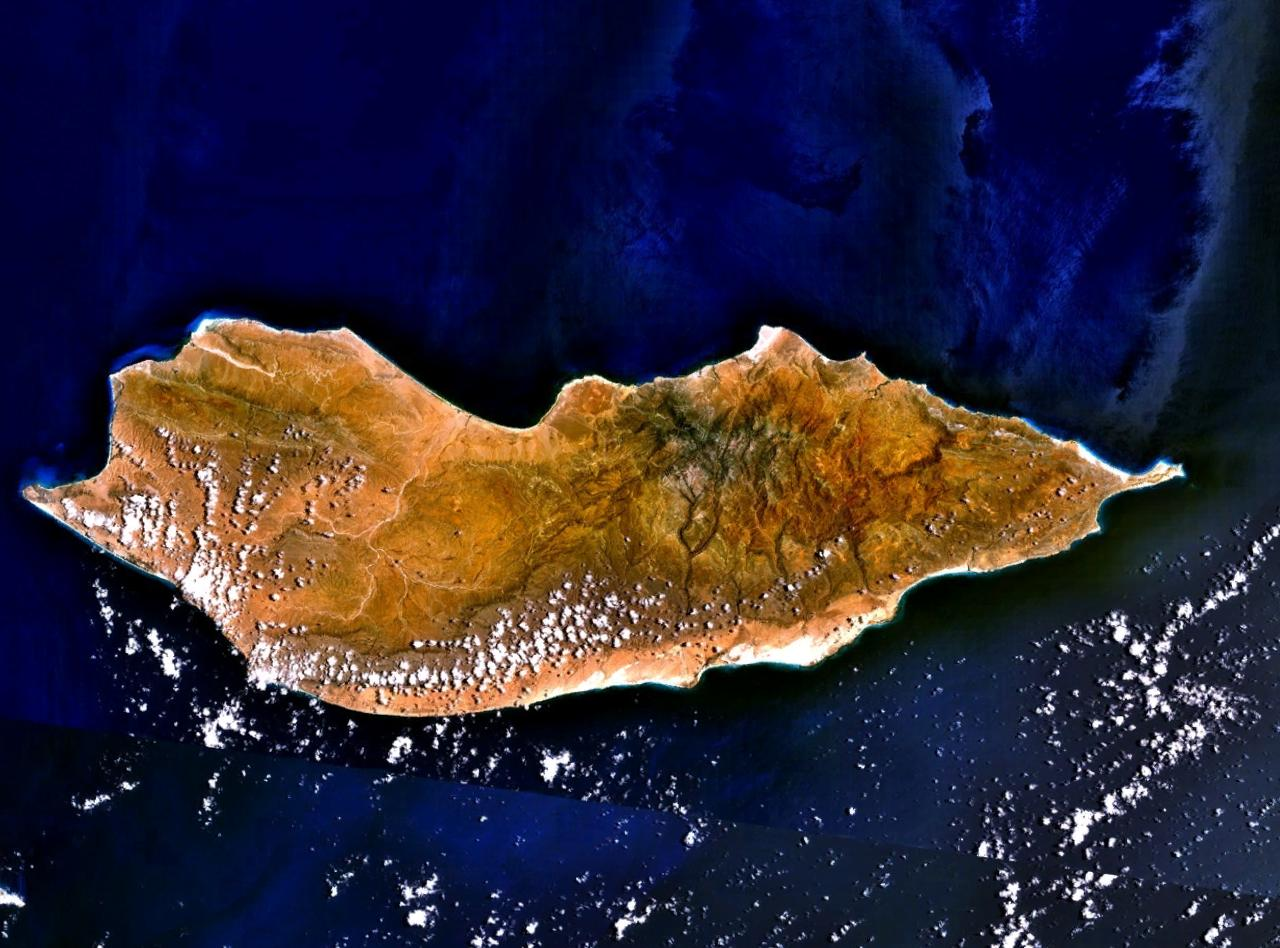
نگارهٔ ماهواره‌ای از جزیرهٔ اصلی سقطرا

## گل
آدنیوم سوکوترانوم دارای گلهای کوچک و صورتی شبیه به ادنیوم عربی است

## بذر
بذر‌های این گیاه در یک غلاف نسبت به توان گیاه رشد می‌کنند و بعد از اتمام رشد و بازشدن غلاف با دو قاصدکی که به هر بذر متصل است بوسیله باد جابه‌جا می‌شوند

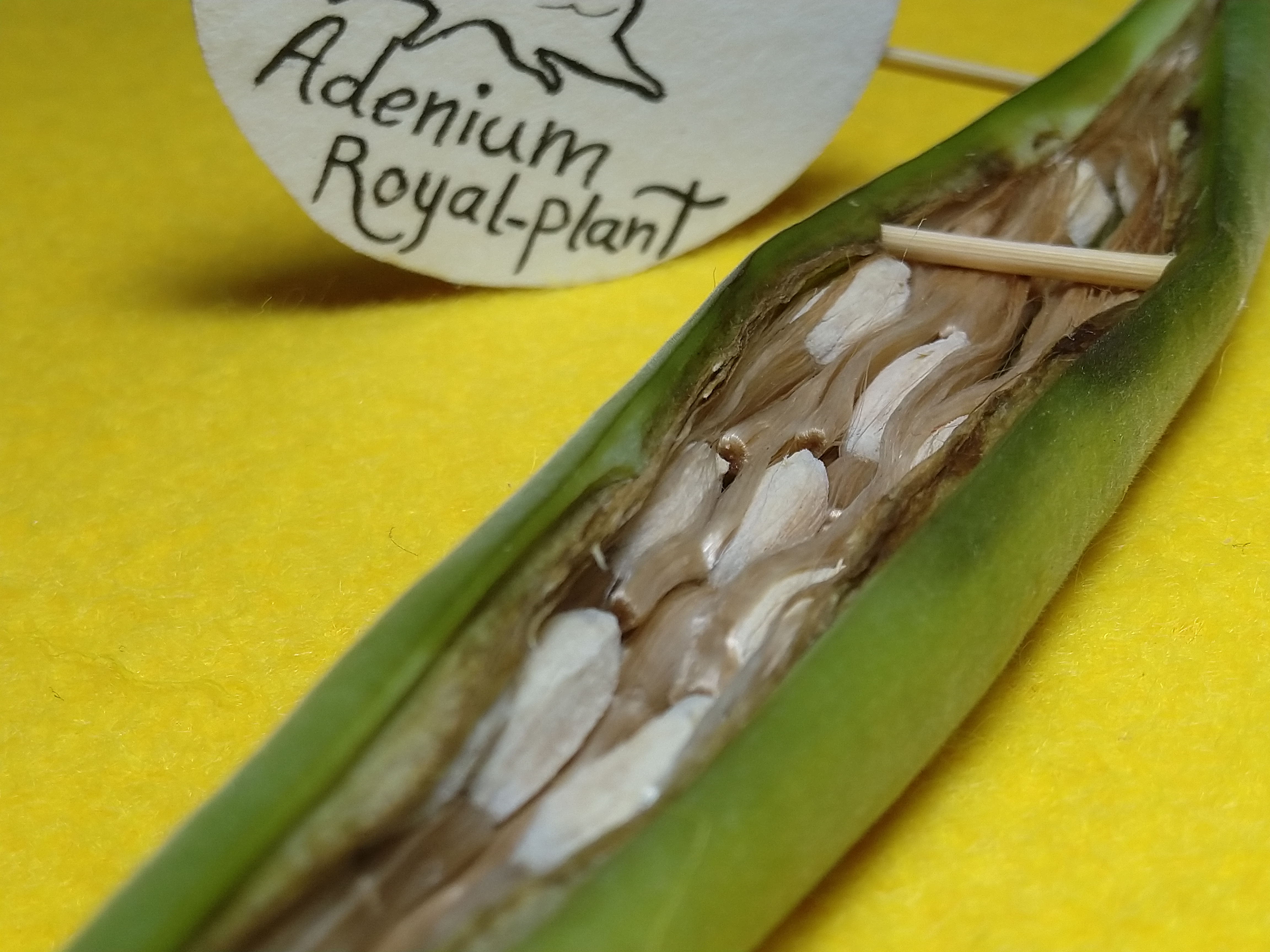
غلاف باز شده آدنیوم

## تکثیر
با وجود اینکه قلمه این گیاه ریشه دار می‌شود ولی به علت عدم وجود غده در قلمه ارزش تکثیر ندارد و فقط با بذر به درستی تکثیر ممکن می‌شود

## رشد
رشد این گیاه بشدت کم است و معمولاً توسط کلکسیونرها نگهداری و تکثیر می‌شود